# Мерл довгохвостий
Мерл довгохвостий (Lamprotornis caudatus) — вид горобцеподібних птахів родини шпакових (Sturnidae). Мешкає в регіоні Африканського Сахелю.

## Опис

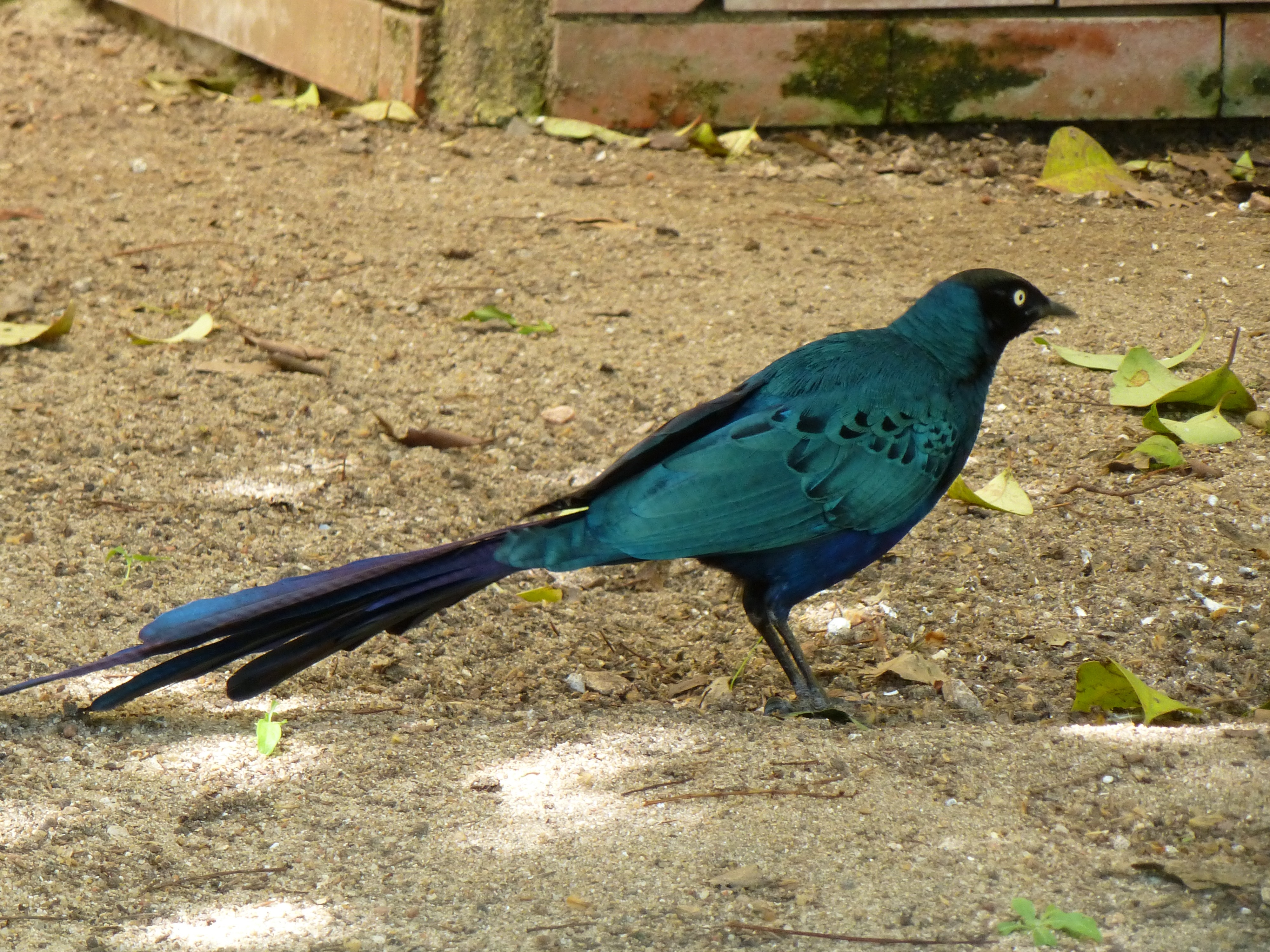
Довгохвостий мерл

Довжина птаха становить 54 см, враховуючи довгий хвіст, вага 103-133 г. У самців довжина крила становить 182-197 мм, хвоста 290-335 мм, дзьоба 27-29 мм, цівки 40-46 мм. У самиць довжина крила становить 158-184 мм, хвоста 290-335 мм, дзьоба 26-29 мм, цівки 39-44 мм. Голова переважно бронзово-зелена, обличчя і скроні попелясто-чорні. Потилиця, шия з боків, плечі і спина зелені, надхвістя синє. Хвіст східчастий, центральна пара стернових пера в 4 рази довша за крайні пари. верхня сторона хвоста фіолетова, нижня чорнувато-коричнева, стернові пера мають сині краї, за винятком центральної пари. Горло і верхня частина грудей зелені, нижня частина грудей і боки сині, живіт бронзово-фіолетовий. Нижні покривні пера хвоста і стегна бурувато-сірі з синюватим відтінком. Крила мають чорнуватий відтінок, кінчики пер на них зеленуваті. Загалом оперення має характерний райдужний металевий відблиск. Райдужки світло-жовті, дзьоб і лапи чорні.
У молодих птахів голова чорнувата, спина і надхвістя зелені, причому світліші і менш яскраві, ніж у дорослих птахів. Верхні покривні пера хвоста синьо-фіолетові, нижня частина тіла попелясто-коричнева, груди мають легкий зелений відтінок.

## Поширення і екологія
Довгохвості мерли мешкають в Мавританії, Сенегалі, Гамбії, Гвінеї-Бісау, Гвінеї, Малі, Кот-д'Івуарі, Гані, Того, Беніні, Буркіна-Фасо, Нігері, Нігерії, Камеруні, Центральноафриканській Республіці, Чаді, Судані і Південному Судані. Вони живуть в акацієвих саванах, сухих чагарникових заростях, на пустищах і полях, трапляються поблизу людських поселень. Зустрічаються зграйками по 100 птахів. Живляться плодами і комахами. Кулеподібної форми гнізда розміщується в дуплах дерев або на деревах. В кладці 2-4 сизих яйця, інкубаційний період триває 12 днів. Пташенята покидають гніздо через 18-24 дні після вилуплення. І самиці, і самці будують гніздо, насиджують яйця і доглядають за пташенятами.